# Carlos Vieira de Almeida
Carlos Vieira de Almeida é um ator e dobrador português.

## Biografia
Carlos Vieira de Almeida nasceu em 22 de junho de 1945.
Em termos de formação, Carlos Vieira de Almeida é diplomado pela Escola Superior de Teatro, tem o curso de preparação de locutores da Emissora Nacional e o curso de improvisação e postura cénica, dirigido por Carmen Gonzalez no Instituto Italiano.
Actor profissional desde 1972, para além do teatro possui registos de cinema e de televisão.
Como actor, Carlos Vieira de Almeida ficou conhecido do grande público como o agente Lino da telenovela Vila Faia (1982).
Entre as várias dobragens em que participou, pode-se destacar o seu trabalho em Up - Altamente! (2009), filme de animação da Disney Pixar, como voz portuguesa do vendedor de balões reformado Carl Fredericksen.

## Televisão
- Capitão Roby (2000)
- Ajuste de Contas (2000)
- Os Lobos (1998)
- Nico D'Obra (1995)
- Cinzas (telenovela) (1992)
- Origens (1983)
- Vila Faia  (1982)[3]

## Cinema
- Tentação (1997)[6]

## Teatro
| Ano  | Título                                                                      | Companhia/Grupo                                          | Ref.          |
| ---- | --------------------------------------------------------------------------- | -------------------------------------------------------- | ------------- |
| 1973 | Oh papá, pobre papá, a mamã pendurou-te no armário e eu estou tão triste... | Casa da Comédia                                          | [ 2 ]         |
| 1975 | As espingardas da Mãe Carrar...                                             | Casa da Comédia                                          | [ 7 ]         |
| 1976 | O círculo de giz caucasiano                                                 | Grupo 4, Sociedade de Actores                            | [ 7 ]         |
| 1977 | Viva' ò parque infantil                                                     | Grupo 4, Sociedade de Actores                            | [ 2 ]         |
| 1977 | Casimiro e Carolina: sete cenas de amor, prazer e dor neste nosso mau tempo | Teatro da Cornucópia                                     | [ 2 ]         |
| 1980 | Andorra                                                                     | Grupo 4, Sociedade de Actores                            | [ 7 ]         |
| 1981 | Paga as favas                                                               | Adoque - Cooperativa de Trabalhadores de Teatro          | [ 2 ]         |
| 1982 | Tá entregue à bicharada                                                     | Adoque - Cooperativa de Trabalhadores de Teatro          | [ 2 ]         |
| 1984 | Casal aberto                                                                |                                                          | [ 2 ]         |
| 1987 | As Senhoras das quintas-feiras                                              | TEL - Teatro Estúdio de Lisboa                           | [ 2 ]         |
| 1988 | As Duas Cartas                                                              | Teatro Estúdio de Lisboa                                 | [ 2 ]         |
| 1990 | Muito barulho por nada                                                      | Teatro da Cornucópia                                     | [ 2 ]         |
| 1994 | Pastéis de nata para a Avó                                                  | A Barraca                                                | [ 2 ]         |
| 1995 | O avarento                                                                  | A Barraca                                                | [ 2 ]         |
| 1995 | Parabéns a você                                                             | A Barraca                                                | [ 2 ]         |
| 1996 | O último baile do império                                                   | A Barraca                                                | [ 2 ]         |
| 1996 | Viva la vida!                                                               | A Barraca                                                | [ 2 ]         |
| 1997 | Gulliver                                                                    | A Barraca                                                | [ 2 ]         |
| 1997 | Queres ser ministro?                                                        | A Barraca                                                | [ 2 ]         |
| 1999 | Viagens na Minha Terra                                                      | CTA - Companhia de Teatro de Almada                      | [ 2 ] [ 8 ]   |
| 2000 | Mãe Coragem e os Seus Filhos                                                | CTA - Companhia de Teatro de Almada                      | [ 2 ] [ 9 ]   |
| 2002 | O Mercador de Veneza                                                        | CTA - Companhia de Teatro de Almada                      | [ 2 ] [ 10 ]  |
| 2002 | Os Directores                                                               | CTA - Companhia de Teatro de Almada                      | [ 2 ] [ 11 ]  |
| 2002 | Oé, Oé, Oé...                                                               | Teatro Mínimo                                            | [ 2 ]         |
| 2002 | As Três Irmãs                                                               | CTA - Companhia de Teatro de Almada                      | [ 2 ]         |
| 2010 | Medeia, a Estrangeira                                                       |                                                          | [ 2 ]         |
| 2012 | A Controvérsia de Valladolid                                                | Comuna - Teatro de Pesquisa                              | [ 2 ]         |
| 2012 | Do Amor Não se Foge                                                         | PALCO13                                                  | [ 2 ]         |
| 2013 | À Vossa Vontade                                                             | Comuna - Teatro de Pesquisa, Teatro Nacional D. Maria II | [ 2 ]         |
| 2013 | O Aldrabão                                                                  | Teatro Nacional D. Maria II                              | [ 2 ]         |
| 2018 | O Hóspede                                                                   | Comuna - Teatro de Pesquisa                              | [ 12 ]        |
| 2018 | Os Apontamentos de Trigorin                                                 | Comuna - Teatro de Pesquisa                              | [ 13 ] [ 14 ] |

## Dobragens
| Ano  | Título                         | Personagem           | Ref.          |
| ---- | ------------------------------ | -------------------- | ------------- |
| 2004 | Robôs                          | Jack Martelo         | [ 15 ] [ 16 ] |
| 2004 | Pinóquio 3000                  | Scamboli             | [ 17 ] [ 18 ] |
| 2006 | Pular a Cerca                  | Ozzie                |               |
| 2006 | Artur e os Minimeus            | Rei                  | [ 19 ]        |
| 2008 | Horton e o Mundo dos Quem!     | Narrador             | [ 20 ]        |
| 2009 | Up - Altamente!                | Carl Fredricksen     | [ 4 ] [ 5 ]   |
| 2012 | Brave - Indomável              | Lorde Dingwall       | [ 3 ]         |
| 2014 | Mr. Peabody e Sherman          | (vários personagens) | [ 21 ]        |
| 2016 | Trolls                         | Rei Bola             | [ 22 ]        |
| 2018 | Smallfoot: Uma Aventura Gelada | Dorgle (pai de Migo) | [ 23 ]        |